# مركز التوليد وطب الرضيع

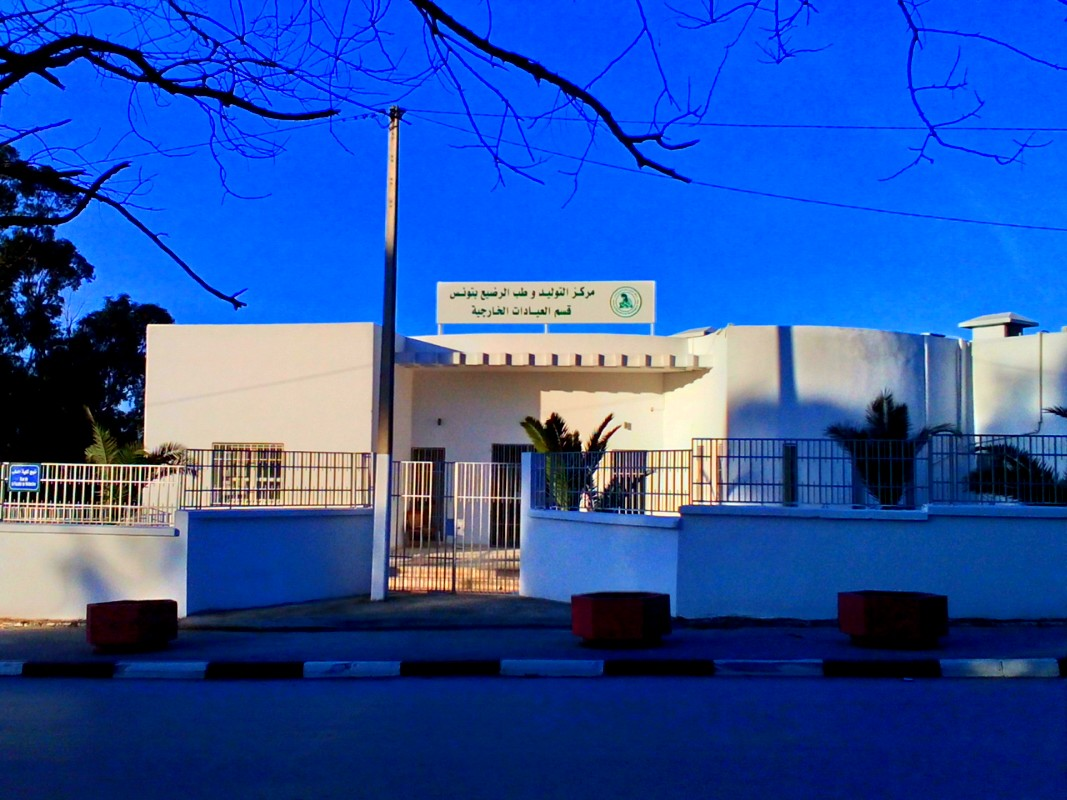
مركز التوليد و طب الرضيع بتونس.

مركز التوليد وطب الرضيع هو مستشفى جامعي يقع بهضبة الرابطة بمدينة تونس. يحوي مركز التوليد وطب الرضيع عدة أقسام في طب النساء وطب التوليد وطب الرضيع والإنعاش وأقسام مخبرية وتصوير طبي.